# Verde70
Verde70, aussi stylisé Verde 70, est un groupe équatorien de rock, originaire de Quito. Le groupe est formé en 1998 par Darío Castro, David Arízaga et Diego Saa. Leur premier album s'intitule Alegre depresión. Sur leur deuxième album, Ruta melancolía, ils sont rejoints par César Galarza.
Après une pause, ils reviennent en 2012 avec Darío Castro, César Galarza, Bastián Napolitano et Christian Dreyer. Après le départ de Dreyer, Diego Saá revient en tant que bassiste. En 2024, María Buendía rejoint le groupe en tant que chanteuse, compositrice et claviériste officielle. Verde70 poursuit sa trajectoire sur la scène musicale équatorienne.

## Histoire

### 1997–2007
L'histoire du groupe commence en 1997, lorsque Darío Castro et David Arízaga, amis et anciens camarades de classe de l'école française de Quito, décident d'unir leurs forces après la désintégration de leurs groupes respectifs à la fin de leurs études. Ensemble, ils forment le groupe Alegre Depresión.
Entre janvier et février 2000, Verde70 se plonge dans l'enregistrement de son premier album, Alegre Depresión. Pour ce projet, le groupe fait appel à des musiciens expérimentés tels que Christian A. Valencia pour la coproduction, et Johny Ayala et Danilo Arroyo pour les arrangements de guitare et de percussions. Le son de cet album se caractérise par une approche de groupe de garage, avec moins d'expérimentation, le style du groupe étant défini par des influences claires de punk mélodique, de reggae blanc et de rock latin. Ils incluent même une chanson, Irredeemably Late, avec une séquence techno.
En janvier 2002, Verde70 commence la préproduction de son nouvel album sous la direction de César. Ils commencent à enregistrer des démos dans un studio à Quito, mais la maison de disques a décidé d'augmenter le budget et ils ont cherché le producteur argentin Mario Breuer pour s'occuper de l'enregistrement et du mixage. Un mois plus tard, ils ont déménagé à Buenos Aires avec tout l'équipement technique pour enregistrer "Ruta Melancolía" dans le studio Ion, un processus qui a duré deux mois. Pendant cette période, le groupe s'est installé dans la ville, plongé dans la création de son nouvel album.
À leur retour, après une pause d'un mois, ils sortent leur premier single, En la inmensidad, répétant le succès de leurs œuvres précédentes en atteignant la première place sur les stations de radio du pays. Pendant cette période, le groupe continue à tourner et à se produire au niveau international, partageant la scène avec des artistes tels que Los Hombres G, Juanes, David Bisbal et Bacilos, et effectuant une tournée avec Sin Bandera et Alejandro Lerner en 2004. Leur popularité croissante leur vaut d'être sélectionnés pour participer à la tournée des Latin Grammy Awards, au cours de laquelle ils présentent leur musique dans des villes telles que Miami, Houston, New York et Los Angeles, représentant leur pays à la fois en Amérique latine et en Europe. C'est un moment crucial où Verde70 présente sa musique à un niveau international, consolidant ainsi sa position sur la scène musicale.
La troisième œuvre du groupe est un album double qui compile les meilleurs enregistrements live des tournées de concerts réalisées dans différentes villes d'Équateur en 2005 et 2006. Puis ils se séparent en 2007.

### Retour
Fin 2012, Verde70 confirme son retour. César Galarza (guitariste-producteur) et Darío Castro (compositeur-chanteur) décident de se réunir à nouveau sur scène pour présenter leur plus récente proposition musicale. Cependant, cette fois-ci, ils reviennent sans deux de leurs membres originaux, Diego Saá et David Arízaga. Ils sont remplacés par Bastián Napolitano à la batterie et Christian Dreyer à la basse et aux chœurs, qui deviennent officiellement membres du groupe à la fin de l'année.
En 2019, Verde70 présente son nouvel EP intitulé Tres a la vez. Ce projet compte avec la collaboration du musicien argentin Gonzalo Aloras, qui est également l'auteur du troisième titre de l'album. Les trois chansons qui composent cet EP sont le résultat d'une sélection parmi 25 titres. Toujours en 2019, Verde 70 entame la tournée Éxitoína, tout en lançant un livre documentaire photographique homonyme. En outre, María Buendía se joint à la tournée en tant que musicienne invitée pour les chœurs et le clavier.
En 2020, Verde70 sort son single Me Pierdo, produit par Gonzalo Aloras. En 2021, Verde70 sort une compilation intitulée Éxitoína, qui contient les chansons les plus emblématiques du groupe. Cet album comprend également le single Piedra sobre piedra, produit par Gonzalo Aloras.

## Discographie

### Albums studio
- 2000 : Alegre depresión
- 2003 : Ruta melancolía
- 2015 : La Edad de la zebra

### Albums live
- 2006 : ConCierto Cuidado!

### EP
- 2019 : Tres a la vez

### Compilation
- 2021 : Éxitoína